# Hesiodus (cràter)

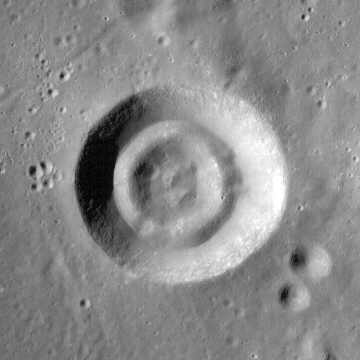
Hesiodus A. Fotografia de la missió Lunar Reconnaissance Orbiter

Hesiodus és un cràter d'impacte lunar situat a les franges meridionals del Mare Nubium, al nord-oest del cràter Pitatus. Començant prop de la vora nord-oest d'Hesiodus es troba l'ampla esquerda denominada Rima Hesiodus, que amb una longitud de 300 km arriba al Palus Epidemiarum, situat a l'est-sud-est.
La vora d'Hesiodus, de poca alçada, apareix molt desgastada, amb el sector sud-oest envaït lleument per Hesodius A, un cràter circular inusual amb una paret interior concèntrica. Al sud-est, una esquerda connecta Hesiodus amb el cràter Pitatus.
Dins d'Hesiodus, el sòl inundat per la lava és relativament pla. No té pic central i, en el seu lloc, n'hi ha al centre un petit cràter d'impacte, Hesiodus D.

## Cràters satèl·lit
Per convenció aquests elements s'identifiquen en els mapes lunars col·locant la lletra al costat del punt mitjà del cràter que és més proper a Hesiodus.
|          | \| Hesiodus \| Coordenades \| Diàmetre \| \| -------- \| ------------------------------------ \| -------- \| \| A \| 30° 06′ S, 17° 00′ O / 30.1°S,17.0°O \| 15 km \| \| B \| 27° 06′ S, 17° 30′ O / 27.1°S,17.5°O \| 10 km \| \| D \| 29° 18′ S, 16° 24′ O / 29.3°S,16.4°O \| 5 km \| \| \| 27° 48′ S, 15° 18′ O / 27.8°S,15.3°O \| 3 km \| \| X \| 27° 18′ S, 16° 12′ O / 27.3°S,16.2°O \| 24 km \| \| I \| 28° 18′ S, 17° 12′ O / 28.3°S,17.2°O \| 17 km \| \| Z \| 28° 42′ S, 19° 24′ O / 28.7°S,19.4°O \| 4 km \| |          |
| Hesiodus | Coordenades | Diàmetre |
| A        | 30° 06′ S, 17° 00′ O / 30.1°S,17.0°O | 15 km    |
| B        | 27° 06′ S, 17° 30′ O / 27.1°S,17.5°O | 10 km    |
| D        | 29° 18′ S, 16° 24′ O / 29.3°S,16.4°O | 5 km     |
|          | 27° 48′ S, 15° 18′ O / 27.8°S,15.3°O | 3 km     |
| X        | 27° 18′ S, 16° 12′ O / 27.3°S,16.2°O | 24 km    |
| I        | 28° 18′ S, 17° 12′ O / 28.3°S,17.2°O | 17 km    |
| Z        | 28° 42′ S, 19° 24′ O / 28.7°S,19.4°O | 4 km     |